# Байдали-бійський сільський округ
Байдалибі́йський сільський округ (каз. Байдалы би ауылдық округі, рос. Байдалыбийский сельский округ) — адміністративна одиниця у складі Жанааркинського району Улитауської області Казахстану. Адміністративний центр — село Атасу.
Населення — 868 осіб (2021; 965 у 2009, 1119 у 1999, 1330 у 1989).
Станом на 1989 рік існувала Дружбинська сільська рада (села Атасу, Леніно, селища 105 км, 117 км). 2007 року було ліквідоване селище Роз'їзд 105. 2017 року село Талдибулак було передано до сладу Талдибулацького сільського округу.

## Склад
До складу округу входять такі населені пункти:
| Населений пункт               | Населення, осіб (1989) | Населення, осіб (1999) | Населення, осіб (2009) | Населення, осіб (2021) |
| ----------------------------- | ---------------------- | ---------------------- | ---------------------- | ---------------------- |
| Атасу, село                   | 1239                   | 1018                   | 887                    | 846                    |
| Роз'їзд 105, станційне селище | 12                     | 19                     | -                      | -                      |
| Роз'їзд 117, станційне селище | 79                     | 82                     | 78                     | 22                     |